# Nieuwe Prinsengracht
Le Nieuwe Prinsengracht (« Nouveau Prinsengracht » en néerlandais) est un canal situé dans l'arrondissement Centrum de la ville d'Amsterdam aux Pays-Bas. Il se trouve dans le prolongement est du Keizersgracht et traverse la partie est du Grachtengordel selon un axe est-ouest pour relier l'Amstel au Plantage Muidergracht, dans le quartier du Plantage.
Comme les autres canaux principaux situés dans le même quartier, le Nieuwe Prinsengracht porte le préfixe Nieuwe (nouveau en néerlandais) suivi du nom du canal dans le prolongement duquel il est situé. Cette terminologie provient du fait que la partie est du grachtengordel fut aménagée dans le cadre du dernier plan d'expansion du centre-ville en direction de l'est, au-delà des rives de l'Amstel.
Le Prinsengracht, creusé en 1612, fut le troisième canal de la ceinture de canaux (grachtengordel) à être mis en place. La partie située entre le Leidsegracht et l'Amstel fut ajoutée dans le cadre du plan d'expansion de 1658. Au cours de la dernière expansion, la section située à l'est de l'Amstel à son tour fut creusée. Ce dernier tronçon, le Nieuwe Prinsengracht, suivait alors un tracé parallèle au Nieuwe Herengracht et au Nieuwe Keizersgracht, au cœur de l'ancien quartier juif aisé du Jodenbuurt.